# إيلين هاميلتون
إيلين هاميلتون (بالسويدية: Ellen Hamilton)‏ هي مبارزة بالسيف سويدية، ولدت في 16 ديسمبر 1889 في كارلسكرونا في السويد، وتوفيت في 1 نوفمبر 1970 في ستوكهولم في السويد.

## وصلات خارجية
- إيلين هاميلتون على موقع اللجنة الأولمبية الدولية (الإنجليزية)
- إيلين هاميلتون على موقع أوليمبيديا (الإنجليزية)
- إيلين هاميلتون على موقع اللجنة الأولمبية السويدية (السويدية)